# Attila Hildmann

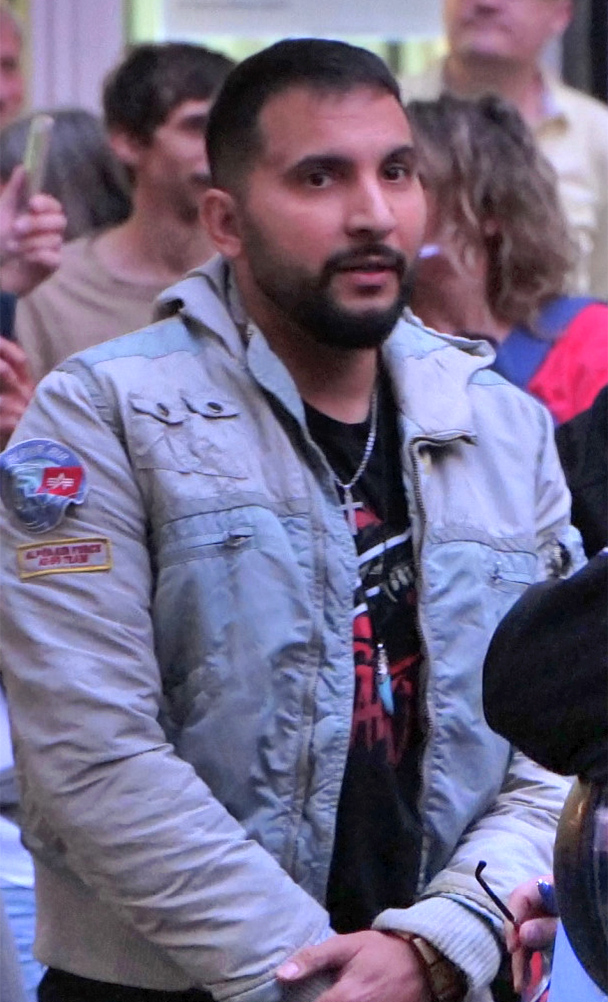
Attila Hildmann (2020)

Attila Klaus Peter Hildmann (* 22. April 1981 in West-Berlin) ist ein deutsch-türkischer Autor von Kochbüchern veganer Gerichte und antisemitischer, verschwörungsideologischer sowie rechtsextremer Aktivist.
Im Verlauf der COVID-19-Pandemie trat Hildmann als Verbreiter von Verschwörungsideologien rund um die Virusinfektion in Erscheinung. Er bediente sich an Ideen aus dem Spektrum der Reichsbürger, äußerte sich rechtsextrem und antisemitisch und drohte öffentlich Straftaten an. Daraufhin distanzierten sich Geschäftspartner, seine Social-Media-Kanäle wurden geschlossen und es wurden mehrere Ermittlungsverfahren gegen ihn eingeleitet. Einem im Februar 2021 erlassenen Haftbefehl entzog er sich durch Ausreise in die Türkei, die 2023 bekanntgab, ihn aufgrund seiner türkischen Staatsbürgerschaft nicht auszuliefern.

## Leben
Attila Hildmann wurde im West-Berliner Bezirk Kreuzberg als Sohn türkischer Eltern geboren. Noch als Baby wurde er zur Adoption freigegeben und wuchs bei deutschen Adoptiveltern auf. Durch die Adoption erwarb er die deutsche Staatsangehörigkeit. Zunächst nahm die Berliner Staatsanwaltschaft aufgrund der Behauptung Hildmanns auch eine türkische Staatsangehörigkeit an. Hildmann berichtet selbst von einer Jugend voller Gewalterfahrungen, im Laufe der Zeit sei er vom Opfer zum Täter und auch straffällig geworden. Dreieinhalb Monate habe er in Untersuchungshaft verbracht. An der Lise-Meitner-Schule in Berlin-Rudow legte er das Abitur ab. Hildmann wurde nach eigenen Angaben Veganer, nachdem sein Adoptivvater 2000 einem Herzinfarkt erlegen war. Hildmann machte den Fleischkonsum seines Vaters für dessen Tod verantwortlich. Hildmann, damals selbst stark übergewichtig, wollte nicht dasselbe Schicksal erleiden und verzichtete daraufhin zunächst auf Fleisch- und Fischprodukte. Neben der vegetarischen Ernährung begann er Sport zu treiben. Nach einiger Zeit verzichtete Hildmann auf fast alle tierischen Produkte und ernährte sich überwiegend vegan.

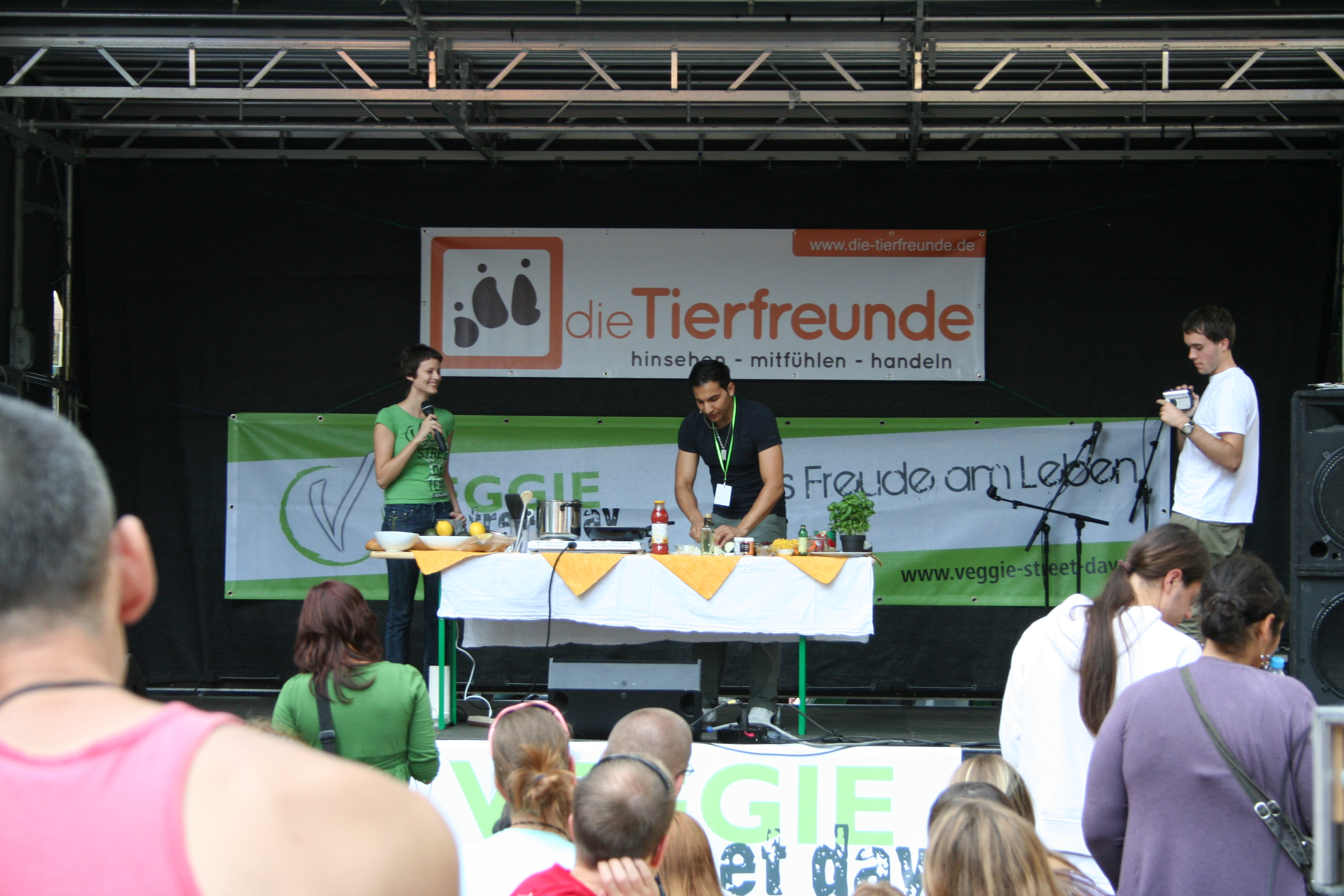
Attila Hildmann auf dem Veggie-Street-Day in Dortmund 2010

Hildmann startete ein veganes Koch-Blog und lud Kochvideos von sich auf seinen YouTube-Kanal hoch. 2009 schrieb er als Autodidakt das Vegan-Kochbuch und veröffentlichte davon bis 2010 – teilweise als Book-on-Demand – insgesamt drei Ausgaben. Ab 2011 stand er beim Verlag Becker Joest Volk unter Vertrag. Sein Buch Vegan for Fun wurde 2012 vom Vegetarierbund Deutschland als „Kochbuch des Jahres“ ausgezeichnet. Sowohl Vegan for Fun als auch das ein Jahr später folgende Vegan for Fit wurden zu Bestsellern. Seit 2013 kann Hildmann von den Erlösen seinen Lebensunterhalt bestreiten, bis 2020 wurden seine Kochbücher über eine Million Mal verkauft. Hildmann wurde in Deutschland „so etwas wie der Jamie Oliver der veganen Küche“, die Boulevardpresse nannte ihn „Veganer-König“. Erfolg mit seinem Konzept hatte Hildmann, da er die vegane Küche so interpretierte, „dass Menschen, die gerne Fleisch mögen, keinen Verzicht mehr üben müssen“. Seine Kreationen sollten sich deshalb geschmacklich nicht zu sehr von alten Gewohnheiten unterscheiden, er erstellte vegane Varianten von Bolognese, Burgern, Currywurst, Döner oder Sandwiches. Mit seiner Kombination aus einem Fitness-, Diät- und Anti-Aging-Programm trug Hildmann dazu bei, veganes Kochen aus der Tierrechtsecke zu holen und daraus ein Lifestyle-Thema zu machen. Eine wichtige Rolle in seinen Büchern nahmen Bio-Lebensmittel und Fairer Handel ein. Als „hipper Gesundheitskoch“ absolvierte er Fernsehauftritte in verschiedenen TV-Magazinen. Unter anderem war er bei Bauerfeind, DAS!, Galileo, Kuttner, Maischberger, Stern TV, TV total, Unter uns, Volle Kanne, im Nachtcafé und in der Sendung daheim + unterwegs zu Gast.

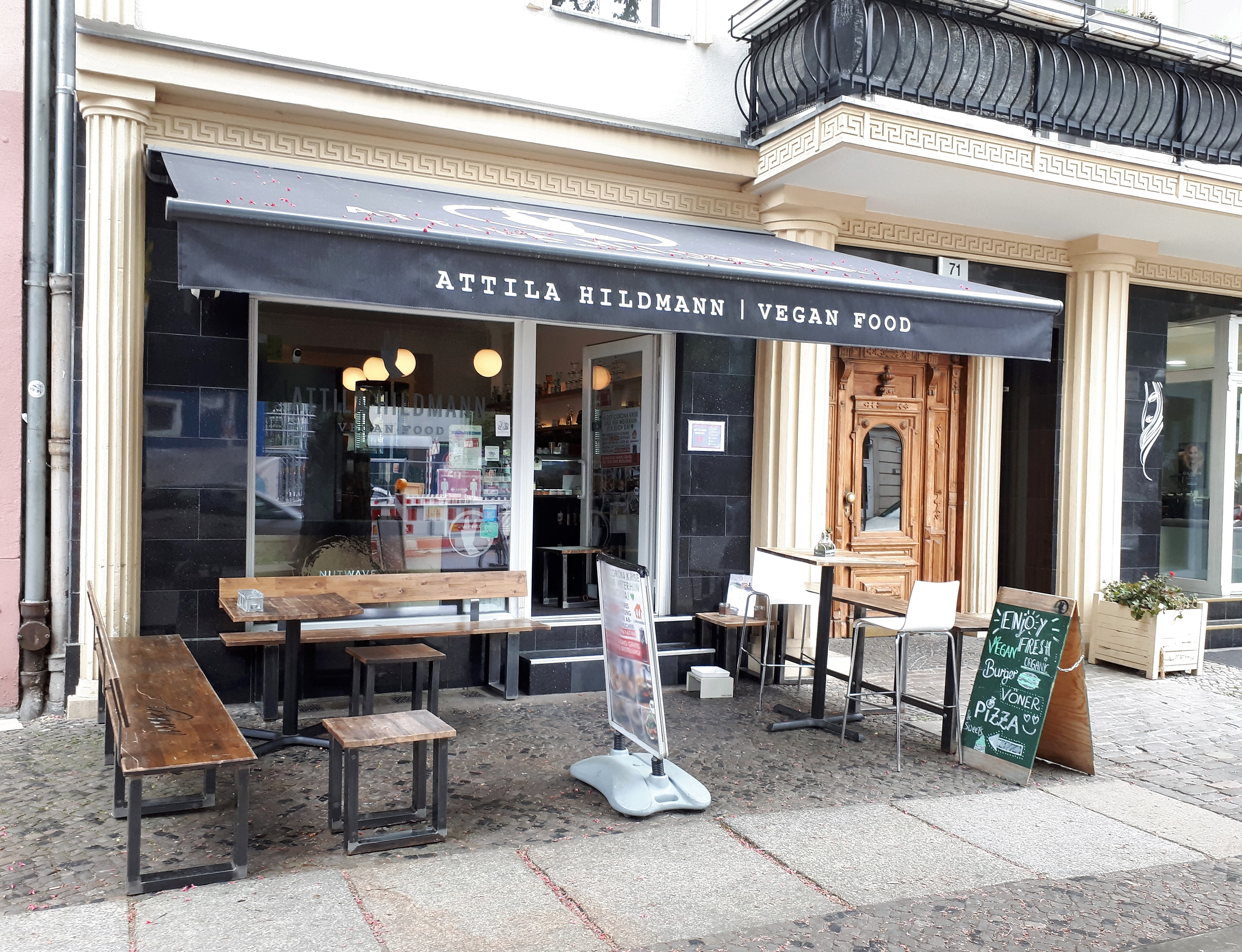
Restaurant Vegan Food in der Schillerstraße 71 in Berlin-Charlottenburg vor der Schließung

An der Freien Universität Berlin studierte er „lange und mit wenig Erfolg“ Physik. 2014 fehlten ihm laut Eigenaussage nur „noch zwei mündliche Prüfungen“, danach wollte er sich zur Promotion anmelden. Im Sommer 2015 habe er seine Diplomarbeit abgegeben und ihm fehlten „noch drei Prüfungen“. Hildmann fiel zweimal durch die Diplomprüfungen und verließ die Universität schließlich ohne Abschluss.
Im März 2016 war Hildmann Teilnehmer der neunten Staffel der Fernsehsendung Let’s Dance. Im Januar 2017 war er als Koch bei der Sendung MasterChef zu sehen. Im selben Jahr gewann er als Kandidat in der TV-Sendung Schlag den Star gegen Luke Mockridge.
Im Frühjahr 2017 eröffnete Hildmann einen veganen Imbiss in Charlottenburg. Von April 2018 bis November 2019 betrieb er einen weiteren in Kreuzberg. Eine geplante dritte „Snackbar“ in Köln scheiterte 2018 kurz vor ihrer Eröffnung. Im Frühjahr 2021 wurde Hildmanns Imbiss in Charlottenburg geschlossen.
Über seinen Onlineshop verkauft Hildmann seine veganen Produkte wie Brotaufstriche, Erfrischungsgetränke und Energy-Drinks, Käseersatz oder Matcha. Über die 2016 gegründete Attila Hildmann Empire GmbH vertrieb er diese bis 2020 auch in Supermärkten. Hildmann verweist darauf, einen Teil seiner Einnahmen an gemeinnützige Tierschutz-Organisationen zu spenden; hauptsächlich unterstützt er ein Projekt gegen Wilderei im indischen Kaziranga-Nationalpark.
Hildmann wohnte zuletzt im brandenburgischen Wandlitz, Anfang 2021 flüchtete er in die Türkei, wo er sich zunächst in Gömeç und später in Kartepe aufhielt. Aufgespürt wurde er von einer Gruppe privater Ermittler, die unter anderem die von Hildmann in sozialen Medien geposteten Bilder analysiert hatten, auf denen er sich in Immobilien zeigte, die auf einschlägigen Buchungsportalen identifiziert werden konnten.

## Rezeption und Kontroversen
Hildmann trägt ein großes Selbstbewusstsein nach außen. „Hinzu kommt eine leicht verschobene Selbstwahrnehmung, die ihn von sich selbst häufig in Superlativen sprechen lässt.“ Vielfach präsentiert sich Hildmann mit freiem, durchtrainiertem Oberkörper. In seinen Werbekampagnen sind spärlich bekleidete Frauen zu sehen.
Hildmann machte das Fahren eines Porsches zu einem seiner Markenzeichen: „Auf der Tür ist das Hildmann-Logo abgebildet, Finger zu einem ‚V‘ geformt. Das steht bei ihm für ‚Vegan‘.“ Da sein erstes Fahrzeug über Ledersitze verfügte, was für viele ein Widerspruch zu seinem sonst propagierten veganen Lebensstil war, kam es zu einem Shitstorm.
Die Flüchtlingskrise in Europa ab 2015 begleitete Hildmann „in einer groben und schnellen Art […], oft halb gar“, und bediente dabei „klassische xenophobe Klischees“. Aussagen wie „Integration ist in Deutschland ein heikles Thema aufgrund der deutschen Vergangenheit, was zu einer aktuellen Selbstverstümmelung deutscher Werte und Kultur führt“ brachte das Magazin Zündfunk des Bayerischen Rundfunks in Zusammenhang mit „Rechtsradikalismus in Symbiose mit grenzenloser Tierliebe“. Im Jahr 2016 verbreitete Hildmann über seinen Facebook-Account die Meinung, Deutschland werde von Kriegstreibern regiert. Er fühle sich von keiner Partei repräsentiert und mache deshalb schon lange nicht mehr von seinem Wahlrecht Gebrauch.
Hildmanns Auftreten im Rahmen der TV-Sendung Schlag den Star 2017 wurde von vielen Zuschauern als arrogant gewertet. Seinen Wettstreiter Luke Mockridge behandelte er „wie einen Idioten“, online kam es zu umfänglichen negativen Meinungsäußerungen. Hildmann pöbelte daraufhin über seine Social-Media-Kanäle zurück und zeigte im Zuge dessen, dass er „zu verbaler Gewalt neigt“, so das Nachrichtenportal Watson.
Nachdem sein Imbiss 2017 eine negative Kritik im Tagesspiegel erhalten hatte, beschimpfte Hildmann die Redakteurin Susanne Kippenberger auf Facebook und erteilte der gesamten Redaktion Hausverbot. Später hob er dies wieder auf und lud die Journalisten in seinen Imbiss ein, drohte aber zugleich, bei ähnlicher Kritik werde er diesmal „komplett ausrasten“. Wegen seiner Drohungen, unter anderem mit einer Pumpgun, wurde er von der Polizei vorgeladen. Der Politologe Frank Überall verbindet mit Hildmanns Vorgehensweisen eine „findige und amüsante Strategie der Wut-PR“.
Ein Jahr später kam es nach Falschparken zu einem Streit zwischen Hildmann und der Polizei Berlin, in dessen Folge mehrere Streifenwagen zum Ort der Auseinandersetzung gerufen wurden und Hildmann in Handschellen zu einem Drogentest abgeführt wurde. Hildmann fühlte sich behandelt „wie ein Schwerstkrimineller“, auf Instagram schrieb er: „Niemand wird mich brechen. Irgendwann regiere ich dieses Land, einschließlich der Exekutive.“
Insgesamt wurde Hildmann im Laufe der Zeit „militanter, kompromisslos. Wer sich ihm in den Weg stellte, wurde öffentlich angeprangert.“ Philipp Sommer vom Vice-Magazin schrieb über Hildmann, der „selbsternannte Vegangsta“ habe sich „damit einen Namen gemacht, dass er sich aufregt über die Ungerechtigkeiten in der Welt“. Allerdings war, im Falle einer mutmaßlich falsch behaupteten Vergewaltigung, bereits „nach der ersten Meldung die Geschichte erledigt, ins Weltbild eingefügt, einer breiten Öffentlichkeit präsentiert und nicht wieder erwähnt.“ Es gebe „keine Nuancen […], alles macht ihn einfach nur ‚sauer‘“. Seinen Wutschwall lasse er dann über ihm verfügbare Kanäle ab, alleine über Facebook konnte er zeitweise über 100.000 Menschen erreichen. „Er brennt für das, was er tut. Manchmal hinterlässt er damit jedoch verbrannte Erde“, so Der Spiegel.
Von Kritikern im Internet wurde Hildmann angesichts seiner rechtsextremen und vielfach antisemitischen Äußerungen mit Spottnamen wie „Avocadolf“ (Kofferwort aus Avocado und Adolf), „Gemüse-Goebbels“ und „Hirse-Hitler“ belegt.
Im August 2023 veröffentlichte die Band Megaherz auf ihrem Album „In Teufels Namen“ das Lied „Der König der Dummen“, welches sich mit Verschwörungstheorien zur COVID-19-Pandemie auseinandersetzt und im Refrain auf Hildmann anspielt: „Der Hass auf die da oben lässt den Koch zu einem König werden. Er braucht keine Krone, trägt des schönsten Aluhut auf Erden. Attila, Attila, Attila, Attila. Der König der Dummen.“

### Aktivitäten seit Beginn der COVID-19-Pandemie
Hildmann ist seit dem Beginn der COVID-19-Pandemie in Deutschland (März 2020) durch seine Äußerungen und das große Medienecho darauf einer breiten Öffentlichkeit bekanntgeworden. Anfang Mai 2020 schrieb er auf seiner Facebook-Seite, er wolle ab sofort „im Untergrund“ leben, weil man versuche, ihn zu ermorden. Die Demokratie in Deutschland werde in Kürze abgeschafft; böse, geheime Kräfte würden eine Neue Weltordnung installieren. Er werde von Geheimdiensten und Tempelrittern überwacht.
Hildmann hat zahlreiche Verschwörungsideologien verbreitet (unter anderem über Aliens und Chemtrails) und behauptet, Juden wollten die „deutsche Rasse auslöschen“. Weil sich der „Judenstamm“ der Zionisten für ein „auserwähltes Volk“ halte, habe dieser bereits nach dem Ersten Weltkrieg versucht, Deutschland durch die Reparationsforderungen zu zerstören, und dann auch den Holocaust mitfinanziert. Adolf Hitler habe die Deutschen lediglich zu schützen versucht. Im Vergleich zur „Kommunistin, Zionistin, Satanistin“ Angela Merkel sei Hitler „ein Segen“ gewesen, so Hildmann, da Merkel „mit Gates einen globalen Völkermord von sieben Milliarden Menschen“ plane. Menschen würden in Käfige eingesperrt, bevor sie durch eine „RNA-Giftspritze“ oder eine „Kugel“ umgebracht würden. Hildmann radikalisierte sich im Laufe der COVID-19-Pandemie immer weiter, was sich auf seinem Telegram-Kanal, in dem er innerhalb eines Jahres 20.000 Bilder, 4.500 Videos und 1.100 Sprachnachrichten veröffentlichte, nachvollziehen ließ. Nach seiner Flucht in die Türkei schrieb Hildmann im März 2021 dort an seine damals etwa 120.000 Follower, er sei „stolzer echter Nazi“, und rief zum bewaffneten Widerstand gegen die „Judenrepublik“ Deutschland auf.  Im Juni 2021 wurde der Zugang zu Hildmanns Hauptkanal auf Telegram auf mobilen Google- und Apple-Geräten eingeschränkt.
Ab Mai 2020 initiierte Hildmann mehrfach Demonstrationen und Autokorsos in Berlin, die sich gegen die Maßnahmen der Bundesregierung richteten und in deren Rahmen er am 23. Mai 2020 wegen Verstößen gegen das Versammlungsgesetz und das Infektionsschutzgesetz kurzzeitig festgenommen und angezeigt wurde. Ende Juni 2020 kam es bei einer dieser Demonstrationen zu Bedrohungen seitens Hildmanns und anderer Teilnehmer gegenüber einem Reporterteam des Jüdischen Forums. Hildmann gab an, sich selbst bedroht gefühlt zu haben. Er verkündete, „hier bald der neue Staatschef“ zu sein, und äußerte den Verdacht, das Berliner Trinkwasser sei vergiftet, um die Bevölkerung ruhig zu stellen. Das deutsche Volk müsse sich gegen die Regierung erheben. Militärische Unterstützung erhoffe er sich von der Bundeswehr, von Donald Trump und von Wladimir Putin. Er, Hildmann, habe sich bis vor Kurzem „überhaupt nicht für Politik“ interessiert. Plattformen wie der (von Russland betriebene) Propagandasender RT hätten ihn „aufgeweckt“. Initialzündung für seine politischen Aktivitäten sei ein Video gewesen, das gezeigt habe, wie in China eingefangene Hunde in einer Lehmkuhle lebendig begraben würden. Im Juli 2020 zeigte sich Hildmann auf einer weiteren Demonstration mit einer Reichskriegsflagge, auf der der Spruch „Treue um Treue Deutschland“ stand (laut Die Tageszeitung an den SS-Wahlspruch „Unsere Ehre heißt Treue“ erinnernd). Bei der Corona-Demonstration vom 29. August 2020 in Berlin wurde Hildmann erneut vorübergehend festgenommen, nachdem er unter anderem in Reden vor dem Reichstagsgebäude gefordert hatte, die Absperrgitter zu entfernen und die Demonstranten zum Gebäude durchzulassen, das „dem deutschen Volke gewidmet ist“.
Auf seinem Telegram-Kanal unterstützte er einen gewalttätigen Angriff der türkisch-nationalistischen Grauen Wölfe auf Linke in Wien und bewarb das rechtsextreme und vom Verfassungsschutz beobachtete „Compact“-Magazin. Seinen Anhängern empfahl und vermittelte Hildmann neben veganen Produkten auch den Kauf von „Siegfried-Talern“, überteuerten Medaillen aus Gold und Silber, die zu einem Mehrfachen ihres Materialwerts verkauft werden. Er bewarb „legale Waffen“ aus dem Onlineshop des Neonazis und früheren Berliner NPD-Chefs Sebastian Schmidtke und bot auch Rabattcodes hierfür an. Er ermutigte sie auch dazu, einer zu Verschwörungsideologien forschenden Wissenschaftlerin die Meinung zu schreiben, nachdem diese sich zuvor in einem Artikel zu Verbindungen zwischen Verschwörungsmythen und rechtsterroristischen Taten geäußert hatte. Hierzu veröffentlichte Hildmann die berufliche E-Mail-Adresse und ein Bild der Frau, nannte sie einen „Dämon“ sowie eine „Landesverräterin“ und unterstellte ihr „kommunistische Propaganda“. Zuvor hatte Hildmann bereits die Wissenschaftsjournalistin Mai Thi Nguyen-Kim beschimpft und dazu aufgefordert, ihr zu schreiben. Im Juli 2020 schickte Hildmann an seine Follower eine gegen den Grünen-Politiker Volker Beck gerichtete Morddrohung, der ihn daraufhin anzeigte. Durch die Verknüpfung der Mordabsicht, so der Journalist Michael Kraske, „mit einem unrealistischen Szenario“, im konkreten Fall der Reichskanzlerschaft Hildmanns, nutze dieser „die juristischen Grauzonen“ und verbreite Gewaltfantasien mittels „rhetorischer Taschenspielertricks“.
Hildmanns Instagram-Account wurde wegen Verstoßes gegen die Nutzungsbedingungen gesperrt. Facebook entfernte einige seiner Inhalte, auch auf YouTube wurden Beiträge gelöscht. Anfang Mai 2020 listeten der Vollsortimenter Kaufland und die Drogeriekette Vitalia Hildmanns Produkte aus, weitere folgten. Im Juni 2020 stellte der Fruchtsaftproduzent Voelkel die Produktion von Hildmanns Dosenbrause ein. Ein Jahr später entschieden sich mit Amazon und Lieferando zwei der letzten deutschen Vertragspartner Hildmanns dazu, seine Produkte nicht mehr zu vertreiben. „Sämtliche Händler [haben] seine Energy-Drinks aus den Regalen verbannt, Mitarbeiter wandten sich ebenso von ihm ab wie die Firma, die seine Flaschen abfüllte. Auch das Musikportal, bei dem Hildmann als Sponsor auftrat, will nicht mehr mit ihm in Verbindung gebracht werden“, so der Tagesspiegel. Der Becker-Joest-Volk-Verlag, über den ab 2011 alle Kochbücher Hildmanns erschienen waren, verurteilte dessen Aussagen als unerträglich. Man werde Hildmann künftig „keinerlei Plattform mehr“ bieten und versuchen, noch bestehende Verträge aufzukündigen.
Das Hackerkollektiv Anonymous Germany bekämpft Hildmanns Aktivitäten seit Juni 2020 unter dem Titel Operation Tinfoil (dt.: Operation Alufolie, eine Anspielung auf den Aluhut). Hildmann verbreite „Lügen, Hetze und Falschnachrichten“, zudem nutze er seine Reichweite maßgeblich zur Werbung für Produkte, „um noch mehr Geld aus leichtgläubigen Menschen zu pressen“. Wiederholt bot Hildmann 1000 Euro für diejenigen, die ihm Namen und Adressen von Anonymous-Aktivisten liefern würden. Diese hätten dafür gesorgt, dass seine Ware in Geschäften aussortiert und seine Social-Media-Accounts gesperrt wurden. Auch auf die Nennung von Personendaten der Internet-Satiregruppe Hooligans Gegen Satzbau setzte er ein solches „Kopfgeld“ aus, nachdem diese zur massenweisen Meldung seiner Konten auf sozialen Medien aufgerufen hatte.
Hildmann wandelte sich laut einem im Juni 2020 bei welt.de erschienenen Artikel allmählich zum „Sinnbild des deutschen Verschwörungstheoretikers“. „Egal ob es um den Coronavirus, Impfungen, Bill Gates, 5G oder andere aktuelle Themen geht: Es gibt kaum eine Verschwörungstheorie dazu, die sich nicht am Telegram-Kanal von Attila Hildmann findet. Einst vor allem bekannt als kontroversen-affiner veganer Koch versucht er sich seit geraumer Zeit als Widerstandskämpfer gegen finstere Mächte zu positionieren“, so derStandard.at. Die New York Times schrieb im Oktober 2020 über Hildmann als einen der deutschlandweit bedeutendsten Verbreiter der Überzeugungen der QAnon-Bewegung. Hildmann selbst veröffentlichte ein Konvolut seiner Verschwörungserzählungen als Audiobotschaft unter dem Titel Mein Kampf (in Anlehnung an das gleichnamige Manifest Hitlers). Er habe „rechtsextreme Reichsbürger-Gesellen“ um sich geschart und der Antisemitismus werde dabei „längst offen zur Schau getragen“, so heute.at. Auf Telegram sprach Hildmann von „Corona-KZs“, was laut Frankfurter Rundschau dem Tatbestand der Holocaust-Relativierung entspricht. Michael Movchin vom Verband jüdischer Studenten in Bayern warnte davor, dass die Stimmung in der Gesellschaft kippen könne, wenn Personen wie Hildmann antisemitische Verschwörungsmythen bei gleichzeitigem allgemeinem Unmut der Gesellschaft verbreiten und dies zu einem „Grundrauschen“ führen würde. Matthias Schwarzer von RedaktionsNetzwerk Deutschland charakterisierte Hildmanns Aussagen als einen „Mix aus antisemitischen Mythen und Gewaltphantasien“. Kultursenator Klaus Lederer schätzte Hildmanns Aktivitäten als „brandgefährlich“ ein, „seine faschistische Rhetorik stiftet entsprechende Taten an“. Für Alexander Waschkau ist Hildmann „zu einem demokratiefeindlichen Influencer geworden“. Er rüttele „mit seinen Worten an der freiheitlich-demokratischen Grundordnung“. Der Politikwissenschaftler Tom Mannewitz urteilte, dass sich Hildmann zwar radikalisiere, die Richtung aber nur schwer auszumachen sei. Neben deutlichen Anklängen an Rechtsextremismus seien Hildmanns Erzählungen „sehr sprunghaft und wenig kohärent.“ Sebastian Leber schrieb im Tagesspiegel von einer „dank [Hildmanns] Geltungsdrangs penibel […] [dokumentierten] […] Kombination aus Selbstüberschätzung und Realitätsverlust“. Es scheine so, dass „alles, was Hildmann aufschnappt, in seinem Kopf wild zusammengemischt“ werde; seine Aussagen würden „im Wochentakt schärfer, absurder, irrlichternder“. Hildmann scheine „überfordert … mit sich und der Welt. Hildmann sucht den Sinn des Lebens, biegt dabei jedoch immer wieder falsch ab“, so Der Spiegel. Eine Redakteurin der Frankfurter Rundschau kommentierte Hildmanns Agitation mit dem Satz: „Wenn es nicht so gruselig wäre, es wäre einfach nur zum lachen.“
Hildmann wurde zwischenzeitlich selbst zum Objekt von Verschwörungsideologen; so wurde beispielsweise behauptet, er sei vom deutschen Geheimdienst geschickt worden, um die Bewegung der Corona-Skeptiker durch peinliches Auftreten ins Lächerliche zu ziehen. Andere warfen ihm vor, er sei Mitglied des „Islamischen Staats“, da er bei Reden mehrfach den Zeigefinger zum Himmel gereckt habe.
Im Juni 2020 nahm die Brandenburger Kriminalpolizei wegen „der öffentlichen Androhung von Straftaten […] Anzeige von Amts wegen“ gegen Hildmann auf. Einem sich selbst „Wehrwolf“ nennenden Reservisten, dessen Videos von Hildmann verbreitet wurden, wurde Ende Juni 2020 nach Ermittlungen des Militärischen Abschirmdienstes „mit sofortiger Wirkung verboten, seine Uniform zu tragen und den Dienst auszuüben“. Im Juli 2020 teilte das Landeskriminalamt Berlin mit, Ermittlungen gegen Hildmann aufgenommen zu haben, nachdem dieser gegen Personen des öffentlichen Lebens unter anderem Folter- und Todesdrohungen ausgesprochen und den Holocaust verharmlost habe. Auch die Berliner Generalstaatsanwaltschaft ermittelt aufgrund „mutmaßlich antisemitischer öffentlicher Äußerungen“ Hildmanns. Ende Juli 2020 wurde erstmals eine von Hildmann angemeldete Demonstration unter anderem aufgrund der hohen Wahrscheinlichkeit einer Wiederholung strafbarer Äußerungen während der Versammlung verboten.
2020 verbreitete Hildmann über seinen Telegram-Kanal mehrfach – mittlerweile teilweise gelöschte – Falschbehauptungen über den Pergamonaltar auf der Berliner Museumsinsel und forderte dazu auf, ihn sowie das Museum zu zerstören. Dadurch würde die Menschheit „auf einen Schlag frei“. Der Altar sei der „Thron Satans“ und das Pergamonmuseum das „Zentrum der globalen Satanisten-Szene und Corona Verbrecher“, so Hildmann. Ohne jeden Beleg sprach er auch von Menschenopfern, die in dem Museum abgehalten würden, und brachte Bundeskanzlerin Merkel mit diesen dort vermeintlich stattfindenden Ritualen in Verbindung. Anfang Oktober 2020 kam es dann tatsächlich zu Beschädigungen an rund 70 Kunstwerken auf der Museumsinsel.
Im Oktober 2020 erließ die Pressekammer des Landgerichts Frankfurt in einem Eilverfahren eine einstweilige Verfügung gegen Hildmann. Auf seinem Telegram-Kanal hatte Hildmann ein Video von Ursula Haverbeck verbreitet, in dem sie den Holocaust leugnet. Das Gericht untersagte Hildmann, Haverbecks Äußerungen wörtlich oder sinngemäß wiederzugeben, da er sich mit Stellungnahmen wie der, die Autorin sei eine „sehr intelligente Frau“, deren Video auf „Yuden-Youtube“ gelöscht worden sei, die Aussagen zu eigen gemacht habe. Hildmann selbst gilt inzwischen aufgrund seiner öffentlich getätigten Aussagen als Holocaustleugner.
Am 17. November 2020 wurde Hildmanns Wohnung von Staatsschützern der Brandenburger Polizei zum Zweck der Gefahrenabwehr durchsucht. Beschlagnahmt wurden mehrere Computer, Laptops, Mobiltelefone sowie weitere Speichermedien. Zusätzlich hielten die Beamten eine Gefährderansprache. Kurze Zeit später wurde bekannt, dass die Ermittlungen gegen Hildmann fortan bei der Staatsanwaltschaft Berlin gebündelt geführt werden. Zu diesem Zweck wurden der Behörde nach Informationen der Süddeutschen Zeitung aus Brandenburg „60 Bände Akten sowie weitere 33 Fallakten“ überantwortet.
Den Sturm auf das Kapitol in Washington Anfang Januar 2021 sah Hildmann als Inszenierung durch Trump selbst an. Auch Trump sei Teil einer satanistischen „Neuen Weltregierung“, die die Macht an sich reißen wolle. Laut Hildmanns Auffassung war auch der Tod einer Demonstrantin inszeniert, denn diese habe „wie in Hollywoodfilmen“ unrealistisch geblutet. Trump sei, so Hildmann, ein Angehöriger des orthodoxen Judentums und dadurch Bestandteil einer angeblichen jüdischen Weltverschwörung.
Nachdem Hildmann im Februar 2021 während laufender Ermittlungen untergetaucht war, verfügte das Amtsgericht Tiergarten einen Haftbefehl wegen Volksverhetzung, Beleidigung, Bedrohung und öffentlicher Aufforderung zu Straftaten. Ende März gab die Staatsanwaltschaft Berlin bekannt, dass Hildmann sich in der Türkei aufhält. In einem Video rief Hildmann am 1. April 2021 zu einem Sturm auf Berlin auf und beklagte die „Folter durch Mundwindel, Testzwang, Menschenversuche mit einem experimentellen Genimpfstoff“ sowie „Propaganda und Lüge im Judenfernsehen, in der Judenpresse und im Internet“. Es sei eine „Plan-Demie“ und ein „Staatsstreich“; in einer „jüdische[n] Weltdiktatur“ wolle man „uns versklaven und ermorden“. Die Menschen sollten jedoch nicht nach „Kassel oder Stuttgart zu den Querdenkern“, denn wer wissen wolle, was Angela Merkel plane, „einfach (Michael) Ballweg fragen“, dieser sei „Teil ihres Teams“. Hildmann rief auf dem Video: „Sieg Heil für alle Völker!“ In einer Sprachnachricht verbreitete er zudem in Bezug auf die COVID-Impfungen, das „allmächtige Judentum“ wolle „alle Völker abschlachten mit diesen Giftspritzen“. Man könne jetzt aber, so Hildmann, Hitlers Hass auf die Juden verstehen. Im Juli 2021 teilte die Staatsanwaltschaft Berlin mit, dass sich die Zahl der Ermittlungen gegen Hildmann auf 80 einzelne Straftaten erhöht habe. Weitere vor einem halben Jahr sichergestellte Datenträger seien zudem noch nicht vollständig ausgewertet. Nachdem Hildmann den Grünen-Politiker Volker Beck bedroht und beleidigt hatte, erließ das Landgericht Berlin auf Antrag Becks eine einstweilige Verfügung gegen Hildmann. Bei Wiederholung der Beleidigung drohen ihm in Deutschland in jedem Fall 250.000 Euro Ordnungsgeld oder ersatzweise eine Ordnungshaft von sechs Monaten.
Im Juli 2021 behauptete Hildmann in einem YouTube-Video, die Flutkatastrophe in Nordrhein-Westfalen und Rheinland-Pfalz sei von der „Firma BRD“ durch „Cloud Seeding“ mutwillig herbeigeführt. Um den Starkregen auszulösen, seien die Wolken mit Silberiodid versetzt worden. Gleichzeitig startete Hildmann einen Aufruf, Geld auf sein Konto mit dem Verwendungszweck „Echtes Hochwasser“ zu überweisen, und versicherte, dass das Geld den Opfern zugutekomme.
Im September 2021 wurde Hildmann Opfer einer Cyberattacke durch das Anonymous-Kollektiv, das mit Hilfe eines Insiders Zugang zu seinen Internetseiten, E-Mails und Telegram-Profilen erlangte. Der Whistleblower, der sich „Kai“ nennt, war für Hildmanns IT-Sicherheit zuständig gewesen. Hildmann sprach von einer „Überläuferaktion“. Anonymous kündigte an, die erbeuteten Daten an Behörden und Medien weiterzuleiten.
Hildmanns Hauptsprachrohr war lange Zeit Telegram, wo er seine oftmals antisemitischen Ansichten offen teilte. Nach einer öffentlichen Debatte und Druck des Bundesinnenministeriums sperrte Telegram die Kanäle des Verschwörungsideologen im Februar 2022.
Den russischen Überfall auf die Ukraine hält Hildmann für „inszeniert“ mit dem Ziel, einen großen Staat Israel zu schaffen.
Laut dem Magazin Stern (Oktober 2022) lenkt Hildmann eine geschlossene private Unterstützergruppe auf dem Messengerdienst Telegram. Dort forderte Hildmann seine Anhänger auf, antisemitische Flugblätter in Deutschland zu verteilen; Vordrucke stellte er ihnen kostenlos zum Download zur Verfügung. Zudem schrieb er, unter seiner Führung werde es „kein zweites 1945 geben“. Gemeinsam mit einer Gruppe von Hobbydetektiven, die sich Hildbusters nennen, spürten Stern-Reporter Hildmann im Oktober 2022 in der Türkei auf.
Ebenfalls im Oktober 2022 erklärte die Berliner Generalstaatsanwaltschaft gegenüber dem Stern – entgegen früheren Verlautbarungen –, dass Hildmann doch nicht die türkische Staatsbürgerschaft besitze. Damit wäre eine Auslieferung an Deutschland möglich. Im April 2023 teilte die türkische Botschaft jedoch mit, dass Hildmann die türkische Staatsbürgerschaft besäße und daher nicht ausgeliefert würde.
Eine dem ARD-faktenfinder vorliegende Auswertung von Hildmanns Kanälen (April 2023) ergab, dass Hildmann auf Telegram unter seinem Klarnamen wie auch Pseudonymen mindestens 25 Kanäle betreibt, davon wurden einschließlich seines Hauptkanals lediglich sechs gesperrt.
Nach dem Terrorangriff der Hamas auf Israel Anfang Oktober 2023 bezeichnete sich Hildmann auf Telegram als „Hamas-Fan Nummer 1“ und feierte Angriffe auf Juden. Laut Josef Holnburger von CeMAS betreibt Hildmann auf Telegram mindestens 30 Kanäle und erschafft sich eine „Pseudoreichweite“ mit hohen Aufrufzahlen. Holnburger schätzte seine Reichweite auf 5000 bis 8000 Accounts.

### Negativ-Auszeichnungen
Hildmann wurde vom Stadtmagazin tip im Rahmen einer jährlich erstellten Liste als „peinlichster Berliner“ 2017 ausgezeichnet. Zuvor hatte er bei einem Testessen für Journalisten versprochen, ein Steak zu essen, wenn seine Küche nicht überzeuge. Er brachte dann ein lebendiges Kalb, das die Journalisten schlachten sollten.
Im Juni 2020 führte das Magazin tip Hildmann erneut im Rahmen ihrer Liste „Die peinlichsten Berliner*innen – Corona-Spezial: Das ist unsere Nerv-Elite“. Hildmann erzielte den ersten Platz, gefolgt von Ken Jebsen und Anselm Lenz.

## Veröffentlichungen
- Vegan-Kochbuch. Vol. 1. Shaker Media, Aachen 2009, ISBN 978-3-86858-217-8.
- Vegan-Kochbuch. Vol. 2. Shaker Media, Aachen 2009, ISBN 978-3-86858-502-5.
- Vegan-Kochbuch. Vol. 3. Books on Demand, Norderstedt 2010, ISBN 978-3-8423-3835-7.
- Vegan for Fun. Junge vegetarische Küche. Becker Joest Volk Verlag, Hilden 2011, ISBN 978-3-938100-71-4.
- Vegan for Fit. Attila Hildmanns 30-Tage-Challenge. Becker Joest Volk Verlag, Hilden 2012, ISBN 978-3-938100-81-3.
- Vegan for Youth. Die 60 Tage Attila Hildmann Triät. Becker Joest Volk Verlag, Hilden 2013, ISBN 978-3-938100-91-2.
- Vegan to Go: Schnell, einfach, lecker. Becker Joest Volk Verlag, Hilden 2014, ISBN 978-3-95453-101-1.
- Vegan for Starters. Die einfachsten und beliebtesten Rezepte aus 4 Kochbüchern. Becker Joest Volk Verlag, Hilden 2015, ISBN 978-3-95453-093-9.
- Vegan Italian Style. Moderne italienische Küche. Becker Joest Volk Verlag, Hilden 2015, ISBN 978-3-95453-111-0.
- Vegan smoothies, shakes, and ice cream. Becker Joest Volk Verlag, Hilden 2016, ISBN 978-3-95453-121-9.